# Haláčovce
Haláčovce est un village de Slovaquie situé dans la région de Trenčín.

## Histoire
Première mention écrite du village en 1295.

## Démographie

### Évolution de la population
| Année:               | 1994. | 2004.    | 2014.    | 2024.   |
| -------------------- | ----- | -------- | -------- | ------- |
| Nombre de personnes: | 285   | 322      | 367      | 349     |
| Différence:          |       | +12,98 % | +13,97 % | -4,90 % |

| Année:               | 2023. | 2024.   |
| -------------------- | ----- | ------- |
| Nombre de personnes: | 351   | 349     |
| Différence:          |       | -0,56 % |